# ناحوم سوكولوف
ناحوم سوكولوڤ (بالإنجليزية: Nahum Sokolow)‏ (1859 - 1936، بالعبرية: נחום סוקולוב) كان صحفيا وكاتبا يهوديا بولنديا، من زعماء الحركة الصهيونية والمؤرخ الرسمي لها. شغل ناحوم سوكولوف مناصب مختلفة في الاتحاد الصهيوني العالمي وكان رئيس الاتحاد بين السنوات 1932 و1935.
كان رافضا للصهيونية حتى حضوره للمؤتمر الصهيوني الأول حيث تغير تفكيره، وصار من أكثر المؤيدين لها، ومن كبار المعجبين بثيودور هرتزل.
نشر سوكولوف كتابا سنويا بالعبرية طور من خلاله أسلوبا عبريا كان له أكبر الأثر في تطوير اللغة العبرية، ولكن أهم كتب سوكولوف كتابه الشهير تاريخ الصهيونية عام 1917 الذي يعد أول تأريخ للصهيونية.
غير أن اهتمامات سوكولوف الأدبية لم تحل دون أن يصبح زعيما صهيونيا بارزا، فقد شغل منصب السكرتير العام للمنظمة الصهيونية العالمية، وبنشوب الحرب العالمية الأولى أوفد إلى إنجلترا مع وايزمان للحصول على تأييدها للحركة، كما قام بمهمة مشابهه في إيطاليا وفرنسا وبالفعل حصل على وعد كمبن وهو تصريح من فرنسا بتأييد الحركة الصهيونية. وفي نفس العام حصل على وعد بلفور.
وفي عام 1919 ترأس سوكولوف الوفد الصهيوني في مؤتمر الصلح في باريس (مؤتمر فرساي).

## روابط خارجية
- ناحوم سوكولوف على موقع الموسوعة البريطانية (الإنجليزية)
- ناحوم سوكولوف على موقع إن إن دي بي (الإنجليزية)